# Gray-la-Ville
Gray-la-Ville és un municipi francès situat al departament de l'Alt Saona i a la regió de Borgonya - Franc Comtat. L'any 2007 tenia 989 habitants.

## Demografia

### Població
El 2007 la població de fet de Gray-la-Ville era de 989 persones. Hi havia 416 famílies, de les quals 96 eren unipersonals (40 homes vivint sols i 56 dones vivint soles), 180 parelles sense fills, 112 parelles amb fills i 28 famílies monoparentals amb fills.
La població ha evolucionat segons el següent gràfic:
Habitants censats

### Habitatges
El 2007 hi havia 449 habitatges, 421 eren l'habitatge principal de la família, 3 eren segones residències i 25 estaven desocupats. 427 eren cases i 22 eren apartaments. Dels 421 habitatges principals, 362 estaven ocupats pels seus propietaris, 57 estaven llogats i ocupats pels llogaters i 2 estaven cedits a títol gratuït; 3 tenien una cambra, 12 en tenien dues, 32 en tenien tres, 97 en tenien quatre i 277 en tenien cinc o més. 359 habitatges disposaven pel capbaix d'una plaça de pàrquing. A 203 habitatges hi havia un automòbil i a 183 n'hi havia dos o més.

### Piràmide de població
La piràmide de població per edats i sexe el 2009 era:
| Homes | Edats   | Dones |
| ----- | ------- | ----- |
| 4     | 95 o +  | 0     |
| 0     | 90 a 94 | 4     |
| 4     | 85 a 89 | 4     |
| 4     | 80 a 84 | 12    |
| 20    | 75 a 79 | 32    |
| 20    | 70 a 74 | 24    |
| 40    | 65 a 69 | 24    |
| 40    | 60 a 64 | 36    |
| 40    | 55 a 59 | 44    |
| 48    | 50 a 54 | 52    |
| 36    | 45 a 49 | 40    |
| 24    | 40 a 44 | 36    |
| 32    | 35 a 39 | 28    |
| 32    | 30 a 34 | 40    |
| 24    | 25 a 29 | 12    |
| 24    | 20 a 24 | 20    |
| 48    | 15 a 19 | 44    |
| 40    | 10 a 14 | 44    |
| 8     | 5 a 9   | 48    |
| 20    | 0 a 4   | 20    |

## Economia
El 2007 la població en edat de treballar era de 571 persones, 407 eren actives i 164 eren inactives. De les 407 persones actives 360 estaven ocupades (192 homes i 168 dones) i 47 estaven aturades (26 homes i 21 dones). De les 164 persones inactives 74 estaven jubilades, 43 estaven estudiant i 47 estaven classificades com a «altres inactius».

### Ingressos
El 2009 a Gray-la-Ville hi havia 423 unitats fiscals que integraven 1.049 persones, la mediana anual d'ingressos fiscals per persona era de 19.241 €.

### Activitats econòmiques
Dels 18 establiments que hi havia el 2007, 1 era d'una empresa de fabricació d'altres productes industrials, 5 d'empreses de construcció, 3 d'empreses de comerç i reparació d'automòbils, 1 d'una empresa de transport, 1 d'una empresa d'hostatgeria i restauració, 1 d'una empresa d'informació i comunicació, 1 d'una empresa immobiliària, 1 d'una entitat de l'administració pública i 4 d'empreses classificades com a «altres activitats de serveis».
Dels 9 establiments de servei als particulars que hi havia el 2009, 2 eren tallers de reparació d'automòbils i de material agrícola, 1 paleta, 1 fusteria, 1 lampisteria, 1 electricista, 2 perruqueries i 1 restaurant.
L'any 2000 a Gray-la-Ville hi havia 6 explotacions agrícoles.

## Equipaments sanitaris i escolars
El 2009 hi havia una escola elemental integrada dins d'un grup escolar amb les comunes properes formant una escola dispersa.

## Poblacions properes
El següent diagrama mostra les poblacions més properes.